# Jochen Aue
Jochen Aue (* 18. November 1937 in Baalsdorf; † 21. September 2007 in Magdeburg) war ein deutscher Maler und Grafiker.

## Leben und Werk
Nach Abschluss der Grundschule absolvierte Aue ab 1952 eine Lehre als Dekorationsmaler und arbeitete bis 1958 in diesem Beruf. In dieser Zeit besuchte er auch Malkurse an der Volkshochschule. Von 1958 bis 1961 studierte er an der Fachschule für angewandte Kunst Magdeburg. Anschließend war er bis 1963 in der Abteilung Kultur des Rates des Bezirks Magdeburg als Oberreferent für bildende Kunst und Denkmalpflege tätig und arbeitete daneben als Leiter eines Malzirkels im Magdeburger Ernst-Thälmann-Werk. Ab 1963 war Aue in Magdeburg freischaffender Maler und Grafiker. Von 1964 bis 1978 hielt er sich häufig an der Ostsee auf, vor allem am Kap Arkona, auf Mönchgut und der Insel Hiddensee und jedes Jahr auf dem Darß. Aue hatte in der DDR eine bedeutende Zahl von Einzelausstellungen und Ausstellungsbeteiligungen, u. a.1967/1968, 1977/1978, 1982/1983 und 1987/1988 an den Kunstausstellungen der DDR in Dresden.
Aues Werke befinden sich u. a. im Berliner Kupferstichkabinett, im Museum der bildenden Künste Leipzig, im Otto-Dix-Haus Gera, im Museum Schloss Bernburg, in der Lyonel-Feininger-Galerie Quedlinburg und der Kunsthalle Rostock. Nach seinem Tod wurde sein Nachlass, der aus zahlreichen Zeichnungen, Gouachen und Gemälden besteht, der Kulturstiftung Wernigerode zur Bewahrung und zu Ausstellungszwecken übergeben.
Aue war nicht nur Künstler, sondern galt auch als auch ein angesehener Paläontologe.

## Mitgliedschaften
- bis 1990 Mitglied im Verband Bildender Künstler der DDR,  1967 bis 1968 ehrenamtlicher Vorsitzender deren Bezirksorganisation Magdeburg
- ab 1990 Mitglied des Bundesverbands Bildender Künstlerinnen und Künstler

## Ehrungen
- 1976 Kunstpreis des Bezirkes Magdeburg
- 1981 Verdienstmedaille der DDR
- 1984 Orden Banner der Arbeit

## Werke (Auswahl)

### Gouachen (Auswahl)
- Nebel bei Cap Arkona (1966, Stralsund Museum)[2]
- Magdeburger Stadtansicht (1971, 27 × 40 cm; Museum Schloss Bernburg)[3]
- Dorfausgang in den Karpaten (1974; auf der VIII. Kunstausstellung der DDR)[4]
- Magdeburger Börde (1977;  auf der VIII. Kunstausstellung der DDR)[5]
- Blick auf Magdeburg (1978, Gouache und Pastell; Otto-Dix-Haus Gera)[4]
- Frühjahrsüberschwemmung an der Elbe (1979, Gouache und Pastell; auf der IX. Kunstausstellung der DDR)[6]
- Abendliche Weichsel (1980, Gouache und Pastell; Otto-Dix-Haus Gera)[4]

### Grafik (Auswahl)
- Magdeburger Kirchen (sechs Holzschnitte, 1970: u. a. im Kupferstichkabinett Berlin)
- Gehöft hinter Bäumen (Kaltnadelradierung, 1966; auf der VI. Kunstausstellung der DDR)[7]
- Rügen-Landschaft (1968, Holzschnitt; u. a. im Kupferstichkabinett Dresden)[2]

## Einzelausstellungen (unvollständig)
- 1967: Greifswald, Museum der Stadt Greifswald
- 1970: Magdeburg, Kulturhistorisches Museum (mit Werner Stötzer)
- 1971: Dresden, Kunstausstellung Kühl (Gemälde und Graphik; mit Alfred Mörstedt)
- 1971: Bernburg, Museum im Schloss (mit Fritz Müller und Manfred Gabriel)
- 1972: Ahrenshoop, Bunte Stube
- 1973: Stendal, Winckelmann-Museum (mit Manfred Gabriel)
- 1982: Magdeburg, Kleine Galerie (Gouachen, Aquarelle)
- 1989: Warnemünde, Galerie am Meer („Ostseelandschaft“. Aquarelle, Gouachen, Zeichnungen)
- 2001: Mühlhausen (Thüringen), Galerie am Entenbühl

### Postum
- 2007: Wernigerode, Wernigeröder Kunst- und Kulturverein
- 2013: Magdeburg, Literaturhaus[8]
- 2017: Wernigerode, Galerie 1530 (Malerei und Zeichnung)[9]

## Publizistik zur Paläontologie (Auswahl)
- Ein Vorkommen oberoligozäner Mergel im nördlichen Sachsen-Anhalt. in Arbeitskreis Paläontologie Hannover Zeitschrift für Amateur-Paläontologen. 31. Jahrgang 2003 Heft l
- Der Steinbruch Hoppenstedt – ein schöner alter Aufschluß in der subherzynen Kreidemulde des nördlichen Harzvorlandes. in Arbeitskreis Paläontologie Hannover Zeitschrift für Amateur-Paläontologen. 32. Jahrgang 2004 Heft 4
- Der Salzberg bei Quedlinburg am Harz. in Arbeitskreis Paläontologie Hannover Zeitschrift für Amateur-Paläontologen. 35. Jahrgang 2007 Heft 1